# 프로페셔널엔터테인먼트
프로페셔널엔터테인먼트 (PROFESSIONAL ENTERTAINMENT)는 대한민국의 연예기획사 및 음반 제작, 가수 및 연기자 매니지먼트사이다. 배우 이정용과 가수 김기범 (1990년), 가수 혜나가 소속 되어 있다.

## 소속 연예인
- 이정용
- 김기범 (1990년)
- 혜나

## 이전 소속 연예인
- 유승옥